# 8mm 필름

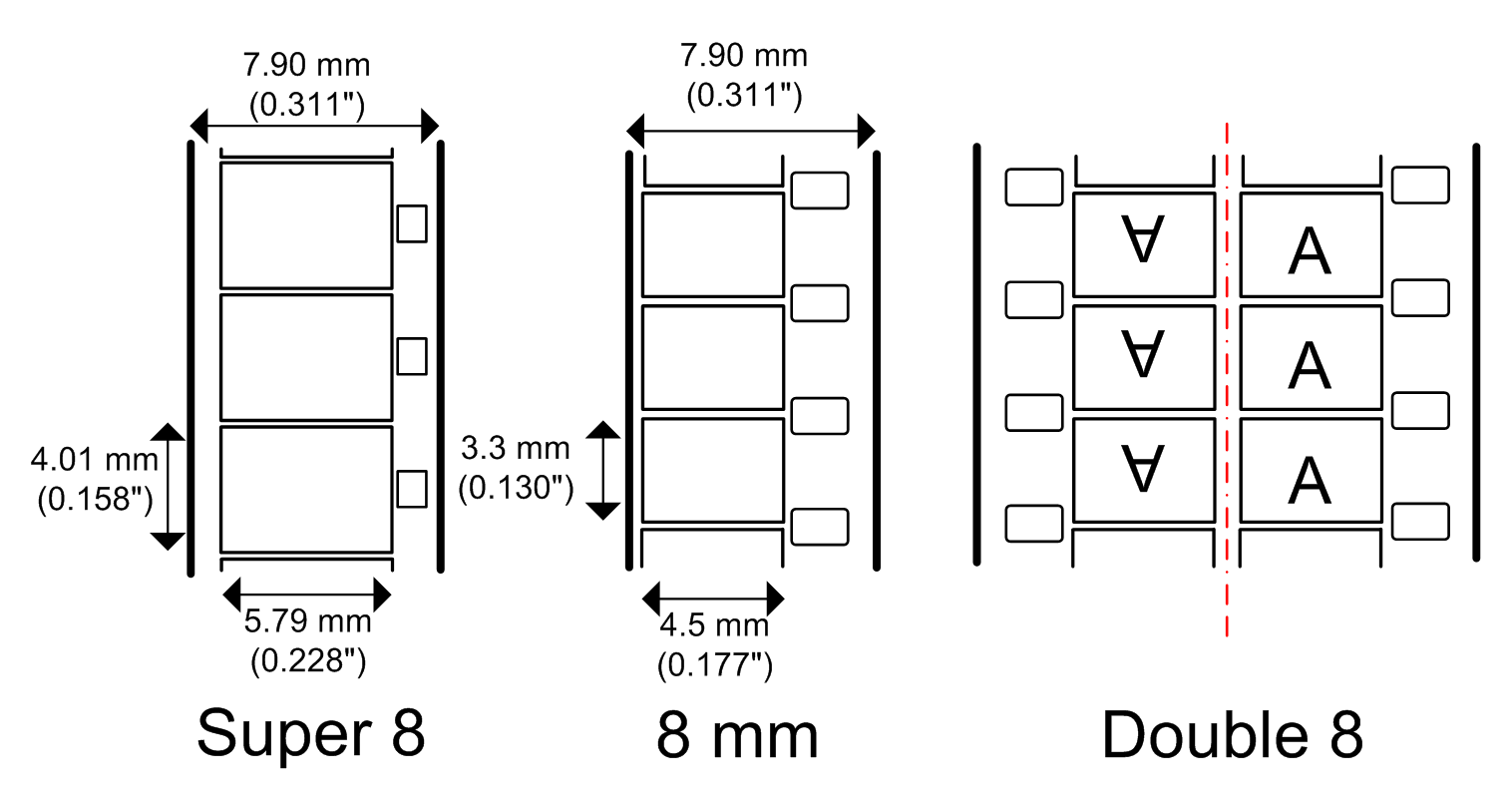
왼쪽부터 슈퍼 에이트, 더블 에이트, 자르기 전의 더블 에이트

8mm 필름은 가정용 필름으로서 널리 보급되어 있다.
여기에는 16mm 필름의 절반을 사용하는 더블 에이트 방식과 8mm전용 필름에 의한 슈퍼 에이트 방식 양자가 쓰이고 있다. 더블 에이트 방식은 16mm 필름의 릴(reel)에 감긴 필름을 한쪽만 촬영하고, 한쪽이 끝나면 릴을 뒤집어서 나머지 한쪽을 촬영한다. 양쪽에 촬영된 필름은 중앙에서 2개로 재단되어 함께 연결시켜 8밀리 영사기용 필름으로 만들어진다.
슈퍼 에이트 방식은 처음부터 8mm 너비의 필름에 특별한 구멍을 뚫는다. 더블 에이트와 비교할 때 화면이 크기 때문에 화질이 양호하게 된다. 또 사운드 트랙용의스페이스도 마련돼 있어서 녹음하는데도 손쉽게 할 수 있다. 슈퍼 에이트는 매거진에 넣어서 판매되며, 미국 코닥사의 슈퍼 에이트 매거진과 일본 후지필름사의 싱글 에이트 매거진이 있다.

## 영사기
더블 에이트 방식과 슈퍼 에이트 방식의 2종이 있으며 최근에는 양자의 필름을 공용할 수 있는 것이 많다.
8밀리영사기의 광원(光源)에는 내부에 반사경을 장치한 램프가 사용되며, 100V로 사용하는 외에 8V 또는 22V의 저전압(低電壓)을 쓰는 것이 많이 사용되고 있다. 영사기의 조명계(照明系)는 집광렌즈를 써서 영사렌즈의 위치에 필라멘트의 상이 생기도록 조정되는 것이 보통이다. 광원의 위치를 조절할 때는 필름 대신에 화면의 중앙에 작은 구멍을 뚫은 격판(隔板)을 놓고, 또 렌즈 바로 앞에는 젖빛 유리를 두어 필라멘트가 렌즈 개구의 중앙이 되도록 전등의 위치를 이동시키면 된다.
필름 송달과 간헐기구는 카메라의 경우와 비슷한 방법이 취해진다. 스피드는 표준 화면수 외에 저속·고속·1화면 영사 및 역회전의 기구가 곁들여 있기도 하다. 렌즈는 최근에 줌 렌즈가 많이 쓰여지고, 가정의 비교적 좁은 방에서도 영사하는 데 편리하게 되었다.

## 같이 보기
- 저프루더 필름

## 참고 자료
1. ↑  《글로벌 세계대백과사전》, 〈8밀리영사기〉